# Китайлы
Китайлы — село в Любинском районе Омской области, входит в состав Любино-Малоросского сельского поселения.

## История
Основано в 1726 г. В 1928 году село состояло из 189 хозяйств, основное население — русские. В административном отношении являлось центром Китайлинского сельсовета Любинского района Омского округа Сибирского края.

## Население
| 2010 |
| ---- |
| 301  |

## Известные уроженцы
- Плеханов, Александр Михайлович (1931—2022) — советский и российский контрразведчик и историк, полковник.